# نانسي ت. شانغ
ولدت نانسي تانغ شانغ (كنيتها السابقة تانغ نانشان) عام 1950، عالمة كيمياء حيوية شاركت بتأسيس شركة تانوكس عام 1986 لتحديد الاحتياجات الطبية لأمراض الحصبة والربو والالتهابات والأمراض التي تؤثر على الجهاز المناعي للإنسان. اتخذت تانوكس منهجًا مبتكرًا في تطوير دواء للربو والذي يركز على الجذور التحسسية للربو وكان اسم الدواء شولير (اسمه العلمي أوماليزوماب). وافقت إدارة الغذاء والدواء الأمريكية عام 2003 على شولير كأول منتج تكنوحيوي آمن يعالج الأشخاص المصابين بالربو ذي الجذور التحسسية. كانت شركة تانوكس نشطة في تطوير TNX-355 وهو مستضد لمعالجة فيروز نقص المناعة المكتسب الإيدز. في عام 2007 بيعت شركة تانوكس لشركة جينيتيك مقابل 919 مليون دولار. طوّرت الدكتورة شانغ تانوكس من فكرة إلى شركة كبيرة متداولة علنيًا تقدّم الابتكارات العلمية. بعد نجاحها مع تانوكس، أصبحت مستثمرة مموِّلة في ريادة الأعمال في مجال الرعاية الصحية وتؤدي الأعمال الخيرية في مشاريع التثقيف الصحي المجتمعي.

## السيرة الشخصية
ولدت نانسي شانغ في تايوان عام 1950. كان والداها من بر الصين الرئيسي، وسافرا إلى تايوان بعد زواجهما. بسبب الاضطرابات السياسية في الصين، لم يُسمح لهما بالعودة لذا استقرا في تايوان. التحقت نانسي بمدرسة تايبيه الأولى للبنات في تايبيه، تقول شانغ: «تدربنا هناك على التنافس مع الأولاد». درست الكيمياء الجامعية في السنة الأولى والفيزياء الجامعية في السنة الثانية.
التحقت نانسي بجامعة تسينغ هوا الوطنية، حيث حضرت دروسًا لـ يوان ت. لي الذي حاز لاحقًا على جائزة نوبل. قابلت هناك أيضًا زميلها العالم الناشئ تسي ون شانغ. تزوجا قبل أيام قليلة فقط من السفر إلى الولايات المتحدة، إذ حصل كلاهما على منحة دراسية للدراسة الجامعية؛ نانسي في جامعة براون وتسي ون في جامعة هارفارد.
```
على متن الطائرة المتجهة إلى الولايات المتحدة، قرأت نانسي كتاب جيمس واطسون عن اكتشاف الحلزون المزدوج. أثار هذا الكتاب اهتمامها بالبيولوجيا التي لم يسبق لها دراستها.
[
2
]
 غيرت نانسي تركيزها الأكاديمي بعد ذلك إلى البيولوجيا وانتقلت إلى قسم العلوم الطبية بجامعة هارفارد. كان آل شانغ من أوائل الطلاب الدوليين في قسم العلوم الطبية، وكان على نانسي أن تعمل بجد للغاية بسبب عدم معرفتها باللغة الإنجليزية.
[
4
]
 حصلت نانسي على الدكتوراه في الكيمياء البيولوجية من جامعة هارفارد.
```

## العمل
قادها اهتمامها بالإنترفيرون إلى الاقتراب من الدكتور سيدني بيستكا في شركة روش الدوائية وتوظيفها في هوفمان-لا روش. تحملت أسرة شانغ لفترة من الوقت صعوبات الزواج وهي بعيدة عن بعضها؛ عاشت نانسي وعملت في بارسيباني في نيويورك؛ وكان تسي وين يسافر إلى بنسلفانيا كل أسبوع للعمل في سنتوكور. في نهاية المطاف، انضمت نانسي إلى سنتوكور كمُشخصة بديلة. كانت لا تزال تبحث، وشاركت في انخراط سنتوكور في البحوث العلاجية. استُدعيت في العديد من المشاريع الجديدة، بما في ذلك أبحاث فيروس نقص المناعة البشرية الإيدز.
```
شارك فريق نانسي في التحالف الذي فصّل الهيكل الجيني لفيروس نقص المناعة البشرية. لعبت نانسي دورًا مهمًا في تطوير أول اختبار تشخيصي للكشف عن الإصابة بعدوى فيروس العوز المناعي البشري عن طريق استخدام شريحة من الببتيد من فيروس نقص المناعة البشرية كمستضد في المرحلة الصلبة في الاختبار المناعي. شغلت نانسي منصب مدير الأبحاث في سنتوكور من 1982 إلى 1986.
[
5
]
```

انتقل آل شانغ عام 1986 إلى هيوستن بولاية تكساس، إذ عرضت كلية بايلور الطبية على تسي وين منصبًا في الكلية، وتمكنت نانسي من الحصول على منصب أيضًا. أصبحت بروفيسورًا مساعدًا في علم الفيروسات في كلية بايلور الطبية وخدمت هناك من عام 1986 حتى عام 1991.
عانى كل من نانسي وتسي وين من الحساسية، خطرت لتسي وين فكرة معالجة الحساسية من خلال صد الغلوبولين المناعي هـ، وهنا أسس آل شانغ شركة تانوكس التكنوحيوية. أكمل تسي وين عمله المفضل ألا وهو التدريس، وعملت نانسي رئيسة للشركة الجديدة. انفصل آل شانغ عام 1992، عاد تسي وين إلى تايوان للتدريس عام 1996 بينما بقي كعضو مجلس الإدارة في الشركة حتى استحوذت عليها شركة جينيتيك. أكملت نانسي عملها مع تانوكس بصفة مدير تنفيذي ورئيس للشركة. [4]
```
ركزت تانوكس على تحديد الاحتياجات الطبية لأمراض الحصبة والربو والالتهابات والأمراض التي تؤثر على الجهاز المناعي للإنسان، وطورت دواء للربو يركز على الجذور التحسسية للربو وكان اسم الدواء شولير (اسمه العلمي أوماليزوماب). كان الطرح العام الأولي الذي قدمته تانوكس في عام 2000 ثاني أكبر طرح عام أولي لشركة تكنوحيوية على الإطلاق، إذ جمع 244 مليون دولار. وافقت إدارة الغذاء والدواء الأمريكية عام 2003 على شولير كأول منتج تكنوحيوي آمن يعالج الأشخاص المصابين بالربو ذي الجذور التحسسية. بيعت شركة تانوكس عام 2007 لشركة جينيتيك مقابل 919 مليون دولار، تابعت نانسي انخراطها بالشركة بصفتها رئيسة مجلس الإدارة.
```

كانت شركة تانوكس نشطة في تطوير TNX-355 وهو مستضد لعلاج فيروس نقص المناعة البشرية الإيدز. قالت نانسي إنها شغوفة بالدراسة عن الإيدز بسبب عملها كباحثة شابة في أول المختبرات التي واجهت المرض.
نشرت نانسي بحثًا يتضمن 35 ورقة بحثية عن مواضيع تتعلق بالجسم المضاد أحادي النسيلة والإيدز. حصلت على سبع براءات اختراع.
عملت شانغ في مجلس إدارة البنك الاحتياطي الفيدرالي في هيوستن وشركة بايوهيوستن ومشاريع الأمل في مختبرات شارلز ريفير وفي مجلس زوار مركز أندرسون للسرطان في جامعة تكساس ومشاريع أخرى. تُعد نانسي مستثمرًا مموِّلًا في مجال ريادة أعمال الرعاية الصحية وقدمت عملًا خيريًا في مشاريع التعليم الصحي المجتمعية. تولت المسؤولية -كجزء من مشاريع الأمل الصينية- لتقييم التقدم السنوي في كلية الطب بجامعة ووهان ومركز شنغهاي الطبي للأطفال والبرامج التعليمية وعلاجات السكر والإيدز. اعتبارًا من 2009 كانت الدكتورة شانغ عضو رئيس مجلس إدارة والمدير العام لصندوق أوربي ميد كاسوديوس الآسيوي وعضوًا في مستشاري أوربي ميد أكبر شركة استثمارات تركز بشكل كامل على القطاع الصحي. اعتبارًا من 2013 شغلت نانسي شانغ منصب رئيس شركة آبيكس.

## الجوائز والتشريفات
تلقت الدكتورة شانغ خلال مسيرتها المهنية عددًا كبيرًا من الجوائز الأكاديمية والوطنية والعالمية لقيادتها ومساهماتها في الصناعة البايوصيدلية.
كُرمت شانغ بوضع اسمها في قاعة تكساس لمشاهير العلوم لإنجازها المثالي في العلم.
في عام 2005، حصلت على لقب أكثر امرأة تقديرًا في مجال التكنولوجيا الحيوية، وحصلت أيضًا على جائزة حاكم قاعة مشاهير الإنجازات التجارية العالمية من الاتحاد العالمي لسيدات الأعمال الصينيات في جنوب الولايات المتحدة.
في عام 2008 أُدرجت نانسي ضمن قائمة فوربس للأمريكيين من أصل صيني الخمسة وعشرين الأبرز.
أصبحت نانسي عام 2012 أول امرأة تحصل على الجائزة السنوية الرابعة لميراث التكنوحيوي التي تقدمها منظمة الصناعات التكنوحيوية ومؤسسة الإرث الكيميائي.
حصلت على العديد من الجوائز الإضافية، مثل رابطة النساء في مجال الحوسبة، وأفضل عشرين امرأة في مجال التكنولوجيا في هيوستن ورائجة أعمال العام في هيوستن.